# Preserving Edwin
Preserving Edwin è un cortometraggio muto del 1907 diretto da Lewin Fitzhamon.

## Trama
Nonostante la proibizione del tutore, un corteggiatore riesce a flirtare con la sua pupilla.

## Produzione
Il film fu prodotto dalla Hepworth.

## Distribuzione
Distribuito dalla Hepworth, il film - un cortometraggio di 122 metri - uscì nelle sale cinematografiche britanniche nel novembre 1907.
Si conoscono pochi dati del film che, prodotto dalla Hepworth, fu distrutto nel 1924 dallo stesso produttore, Cecil M. Hepworth. Fallito, in gravissime difficoltà finanziarie, il produttore pensò in questo modo di poter almeno recuperare il nitrato d'argento della pellicola.